# FriGate CDN
friGate (friGate CDN) — расширение для браузеров на основе Blink (Chromium, Google Chrome, Opera и др.) и Gecko (Mozilla Firefox), позволявшее получать доступ к заблокированным сайтам. Дополнительно friGate шифрует трафик к сайту (если сайт сам не использует HTTPS), производит сжатие и оптимизацию сайта, применяя PageSpeed Optimization Library.
По данным Интернет-магазина Chrome, на конец 2015 года расширение насчитывало около 700 тыс. активных пользователей Google Chrome. Согласно статистике Mozilla, на лето 2017 года не менее 275 тыс. пользователей Firefox использовали аддон FriGate.
По состоянию на 2023 год все версии расширения прекратили работу и удалены из магазина Google. Официальный сайт все еще функционирует, но не обновляется и содержит битые ссылки на установку friGate 2 и 3. Уже установленные версии не функционируют.

## Принцип работы
При обращении на сайт расширение проверяет скорость доступа к сайту и, если скорость доступа низкая (или доступ вообще отсутствует), то расширение перенаправляет доступ к сайту через один из своих CDN-узлов. Узлы распределены по нескольким странам. Если сам сайт не использует HTTPS-протокол, то при перенаправлении происходит шифрование трафика к сайту.
Если в настройках указано (по умолчанию выключено), то узел CDN будет осуществлять оптимизацию сайта и сжатие картинок без потери качества, используя PageSpeed Optimization Library компании Google.
Списки сайтов, к которым необходимо проверять скорость доступа, задаются в настройках расширения. В Mozilla Firefox существует возможность включить доступ через CDN ко всем без исключения сайтам.

## Критика
- В версии для Mozilla Firefox нет возможности просматривать свой список сайтов. Добавление, удаление и изменение опций списка происходит по одному сайту.
- В ноябре 2017 года расширение было удалено из интернет-магазинов всех популярных браузеров[источник не указан 2382 дня]. Для Google Chrome и Mozilla Firefox появились расширение «friGate3 proxy helper», в котором пользователям предлагается самостоятельно формировать свой список сайтов и прокси.
- В декабре 2020 года специалисты из Яндекса и Лаборатории Касперского проанализировали исходный код расширения и нашли в нем обфусцированную часть кода, которая позволяет запускать на компьютерах пользователей любой произвольный код. Расширение было автоматически отключено у пользователей Яндекс.Браузера после объявления о данной уязвимости.[3]